# Karen Gillan
Karen Gillan (sinh ngày 28 tháng 11 năm 1987) là nữ diễn viên, đạo diễn, người mẫu người Scotland. Gillan đã được công nhận nhờ đóng phim và truyền hình Anh, đặc biệt là khi đóng vai Amy Pond, bạn đồng hành chính của Bác sĩ thứ mười một trong loạt phim khoa học viễn tưởng Doctor Who (2010–2013), cô đã nhận được một số giải thưởng và đề cử. Các vai diễn đầu tiên của cô bao gồm Ally trong bộ phim kinh dị Outcast (2010) và Jane Lockhart trong bộ phim hài lãng mạn Not Another Happy Ending (2013). Cô chuyển sang Hollywood đóng vai chính Kaylie Russell trong bộ phim kinh dị Oculus (2013), thành công thương mại đầu tiên của cô tại Hoa Kỳ, và sau đó cô đóng vai chính trong bộ phim sitcom Selfie (2014).
Gillan sau đó đã trở thành ngôi sao quốc tế khi thể hiện Nebula trong các bộ phim siêu anh hùng của Vũ trụ Điện ảnh Marvel Guardians of the Galaxy (2014), Guardians of the Galaxy Vol. 2 (2017), Avengers: Infinity War (2018) và Avengers: Endgame (2019). Cô dự định sẽ đóng lại vai diễn này trong các bộ phim sắp tới Thor: Love and Thunder (2022) và Guardians of the Galaxy Vol. 3 (2023). Gillan đã duy trì sự nổi bật chính với vai diễn Ruby Roundhouse của cô trong các bộ phim hành động Jumanji: Welcome to the Jungle (2017) và Jumanji: The Next Level (2019), cả hai đều đạt được thành công về mặt thương mại. Trên sân khấu, cô xuất hiện trong vở kịch Inadmissible Evidence (2011) của John Osborne và xuất hiện lần đầu trên sân khấu Broadway trong vở kịch Time to Act (2013). Gillan đã nhận được sự hoan nghênh của giới phê bình vì sự tham gia của cô với vai trò biên kịch, đạo diễn và người đóng vai chính trong bộ phim truyền hình The Party's Just Beginning (2018).
Các giải thưởng của Gillan bao gồm Giải thưởng Empire, Giải thưởng National Television, Giải Teen Choices và các đề cử cho Giải thưởng BAFTA Scotland và Giải thưởng Sao Thổ. Ngoài diễn xuất, cô còn được chú ý bởi hình ảnh và hoạt động tích cực trước công chúng, đặc biệt là hướng tới việc ngăn chặn tự tử.

## Thời thơ ấu
Karen Sheila Gillan sinh ra ở Inverness, Scotland. Cha mẹ cô là ông Raymond và bà Marie Gillan. Mặc dù gia đình gốc Công giáo, cô cho biết mình không rửa tội, và cũng không tham gia các hoạt động tôn giáo.
Năm 16 tuổi, Karen chuyển tới sống ở Edinburgh và theo học một khóa diễn xuất ở Đại học Telford. Hai năm sau, khi được 18 tuổi, cô chuyển tới London học tại Học viện Sân khấu Italia Conti. Cũng trong thời gian này, cô đi làm người mẫu. Năm 2007, cô từng diễn tại Tuần lễ Thời trang London. Gillan cho biết cô sẽ không từ bỏ sự nghiệp diễn xuất của mình để trở lại với nghề người mẫu, nói rằng mặc dù cô rất thích người mẫu, nhưng diễn xuất vẫn luôn là sở thích và mục tiêu chính của cô ấy. 
Trong một cuộc phỏng vấn năm 2012 trên The Late Late Show with Craig Ferguson, Gillan nói rằng cô đã chuyển hẳn sang Mỹ vào khoảng thời gian cô đang quay bộ phim Oculus (2013).

## Sự nghiệp
Sự nghiệp diễn xuất truyền hình ban đầu của Gillan bao gồm việc làm khách mời trên một số chương trình truyền hình, với vai diễn đầu tiên của cô là trong một tập của bộ phim tội phạm ITV Rebus, một vai diễn mà cô phải bỏ học. 
Gillan đã đảm nhận 2 năm làm thành viên của dàn diễn viên chính của loạt phim hài kịch phác thảo The Kevin Bishop Show, trong đó cô đóng nhiều nhân vật, bao gồm cả những người nổi tiếng như Katy Perry và Angelina Jolie. Gillan cũng xuất hiện trên TV với vai chính trong dự án kinh dị mang tên The Well , được phát sóng dưới dạng một loạt phim ngắn nhiều tập trên BBC Two và sau đó là một loạt web trên BBC.co.uk. Một phần trong chương trình "chuyển đổi" đa phương tiện của BBC, các tập phim ngắn kết nối với các trò chơi trực tuyến giúp khám phá sâu hơn các môi trường được trình bày trong loạt phim. Năm 2008, cô đóng vai chính trong bộ phim truyền hình Channel 4 Stacked.

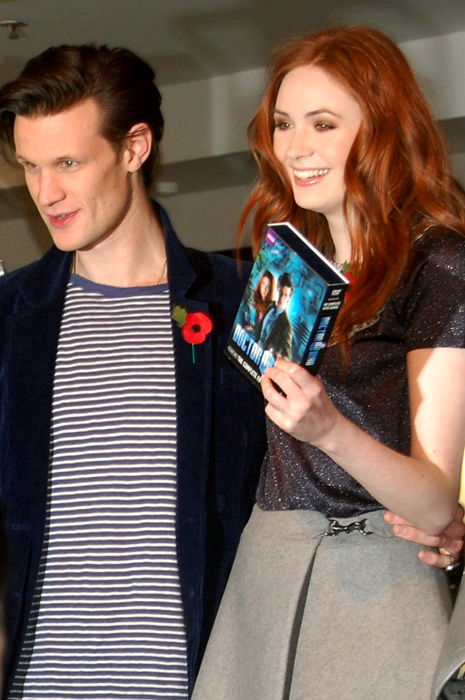
Gillan với bạn diễn của Doctor Who Matt Smith năm 2010.

Gillan tiếp tục đóng vai Amy Pond, bạn đồng hành với Bác sĩ thứ mười một (do Matt Smith thủ vai), trong loạt phim khoa học viễn tưởng Doctor Who của Anh. Trước khi được chọn vào vai diễn này vào tháng 5 năm 2009, trước đó cô đã xuất hiện trên Doctor Who trong tập 4 "The Fires of Pompeii" trong vai một người đánh răng. Cô xuất hiện lần đầu trên màn ảnh với vai Amy trong "The Eleventh Hour" cùng với người anh em họ của mình là Caitlin Blackwood, thể hiện một phiên bản trẻ hơn của cùng một nhân vật. Năm 2010, cô chiến thắng ở hạng mục Giải trí tại Young Scot Awards. Cô xuất hiện trong loạt phim thứ sáu vào năm 2011 và năm tập đầu tiên của loạt phim thứ bảy vào năm 2012, sau đó nhân vật của cô và Rory Williams (do Arthur Darvill thể hiện) rời khỏi loạt phim. Gillan đã thể hiện lại vai diễn của mình trong bộ phim đặc biệt Giáng sinh năm 2013 " The Time of the Doctor", trùng với sự ra đi của Smith trong vai Bác sĩ. 
Năm 2011, Gillan lần đầu tiên xuất hiện trên sân khấu với vai Shirley trong vở kịch Inadmissible Evidence của John Osborne cùng với Douglas Hodge. Vở kịch ra mắt tại Donmar Warehouse vào ngày 16 tháng 10 năm 2011. Sau khi xuất hiện trong Outcast, có thông báo rằng Gillan sẽ đóng vai chính trong một bộ phim hài lãng mạn độc lập của Scotland có tên Not Another Happy Ending cùng với Emun Elliott vào tháng 8 năm 2011. Cô ấy được đạo diễn John McKay chọn vì anh ấy biết cô ấy trong quá trình sản xuất We will Take Manhattan, mà anh ấy cũng đã chỉ đạo, là "một người rất sôi nổi, sôi nổi, năng động, hài hước, hơi vụng về" hoàn toàn phù hợp với nhân vật này.  Quá trình quay phim diễn ra vào tháng 7 năm 2012, mặc dù Elliott đã được thay thế bởi Stanley Weber. Gillan nói với các nhà báo rằng cô rất vui khi được tham gia vào một sản phẩm của Scotland "không phải về việc sử dụng ma túy hay chống lại người Anh". Phim được công chiếu lần đầu tại Liên hoan phim Quốc tế Edinburgh vào tháng 6 năm 2013. 
Năm 2012, Gillan xuất hiện trong bộ phim truyền hình We I'll Take Manhattan đóng vai siêu mẫu Jean Shrimpton, bộ phim kể về mối quan hệ của Shrimpton với nhiếp ảnh gia David Bailey . 
Vào tháng 11 năm 2013, Gillan xuất hiện trên sân khấu Broadway trong một vở kịch mang tên Time to Act, một trong những vở kịch nằm trong "24 giờ phát trên sân khấu Broadway" để làm lợi cho tổ chức phi lợi nhuận Urban Arts Partnership. Cô cũng được chọn vào mùa thứ ba của A Touch of Cloth , do Charlie Brooker đồng sáng tạo. Gillan tham gia dàn diễn viên thường xuyên của NTSF:SD:SUV:: cho mùa thứ ba của chương trình vào năm 2013. Gillan đóng vai chính trong bộ phim kinh dị siêu nhiên Oculus, đã được khởi quay ở Alabama và công chiếu lần đầu tạiLiên hoan phim quốc tế Toronto 2013. Diễn xuất của cô nhận được nhiều lời khen ngợi, và cô đã nhận được đề cử Giải Fright Meter cho Nữ diễn viên chính xuất sắc nhất.

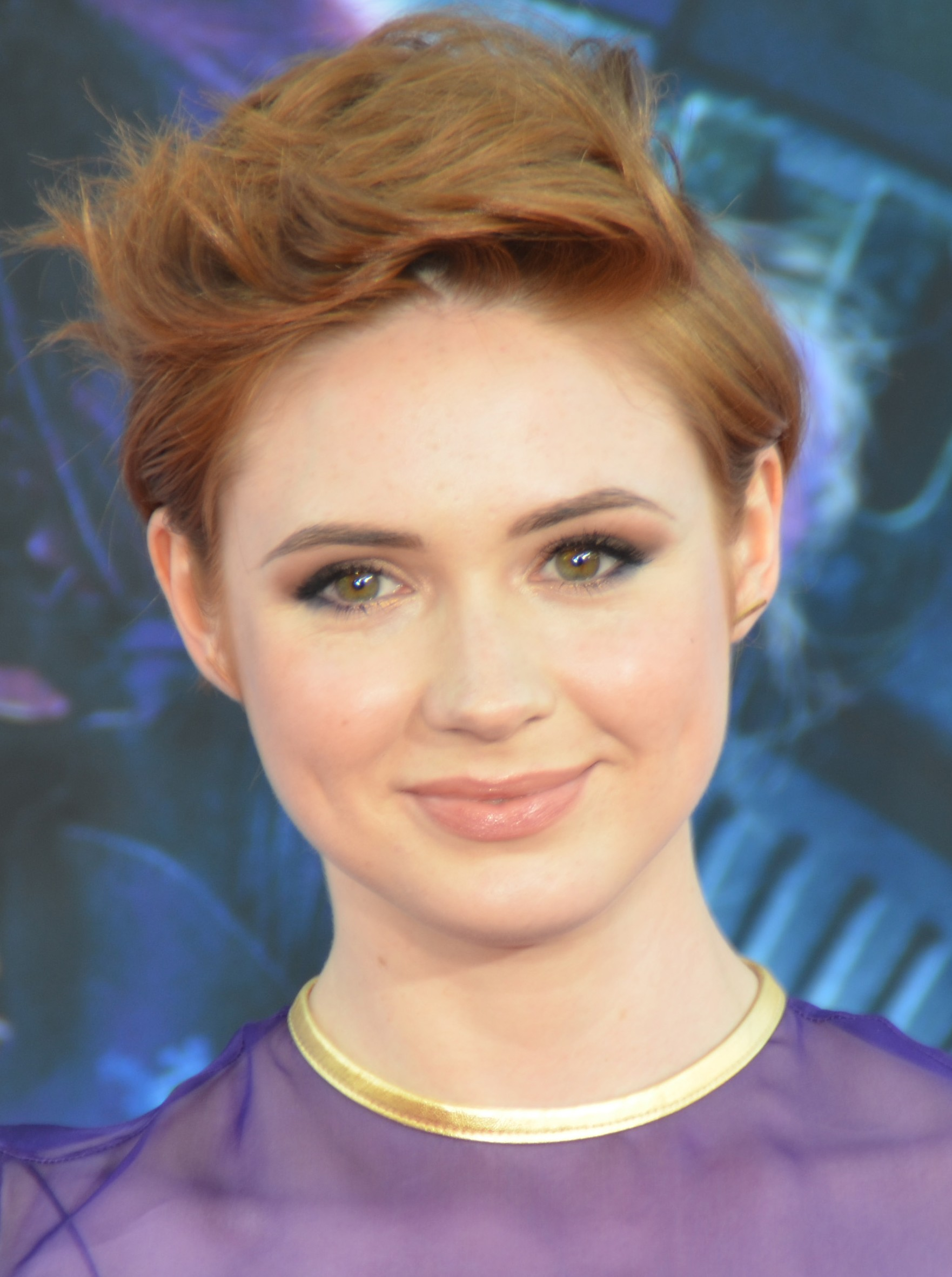
Gillan tại buổi ra mắt Guardians of the Galaxy vào tháng 7 năm 2014.

Vào tháng 2 năm 2014, Gillan được chọn đóng vai chính trong Selfie, một bộ phim sitcom dùng camera đơn của Mỹ cho ABC do Warner Bros. Television sản xuất, được chiếu trong mùa phim truyền hình Hoa Kỳ 2014–15. Gillan đã đóng vai một trang mạng xã hội tên là Eliza Dooley, vai Eliza Doolittle thời hiện đại, người bị ám ảnh bởi mạng xã hội. Đây là lần đầu tiên Gillan vào vai chính trong một bộ phim truyền hình Mỹ.  Bộ phim bị ABC hủy bỏ vào ngày 7 tháng 11 năm 2014 sau bảy tập; sáu tập còn lại được phát sóng trên Hulu bắt đầu từ ngày 25 tháng 11 năm 2014. Vào tháng 5 năm 2013, Gillan được chọn vào vai Nebula trong bộ phim khoa học viễn tưởng siêu anh hùng của Marvel Guardians of the Galaxy, được phát hành vào tháng 8 năm 2014. Gillan đã cạo trọc đầu cho vai diễn này, Marvel đã biến thành bộ tóc giả mà Gillan đội trong quá trình sản xuất Selfie. Vào tháng 5 năm 2014, Gillan được chọn tham gia bộ phim Miền Tây In a Valley of Violence của đạo diễn Ti West, cùng với John Travolta, Ethan Hawke và Taissa Farmiga. Gillan đóng vai Ellen, chị gái của nhân vật Farmiga. 
Năm 2015, Gillan có một chút tham gia bộ phim truyền hình The Big Short của đạo diễn Adam McKay, cùng với Brad Pitt, Christian Bale, Ryan Gosling , Steve Carell và Melissa Leo. Cô đã viết và đạo diễn phim ngắn đầu tiên của mình, Coward, được trình chiếu tại Liên hoan phim Edinburgh 2015, và được đề cử cho một số giải thưởng. Cuối năm đó, cô viết kịch bản, đạo diễn và đóng vai chính trong một bộ phim ngắn khác tên là Conventional. Cô chiến thắng ở hạng mục Nữ diễn viên mới xuất sắc nhất tại Giải thưởng Đế chế lần thứ 20 cho Guardians of the Galaxy và Oculus. Trong cùng năm, cô được chọn tham gia chương trình thử nghiệm của HBO có tựa đề The Devil You Know . 
Vào ngày 2 tháng 11 năm 2016, có thông báo rằng Gillan sẽ viết kịch bản, đạo diễn và đóng vai chính trong bộ phim đầu tay do cô đạo diễn với dự án phim truyền hình độc lập Mt. Hollywood Films có trụ sở tại Burbank, dự án phim truyền hình độc lập mang tên Tupperware Party. Lấy bối cảnh tại thành phố Inverness , quê hương của cô ở Cao nguyên Scotland , quá trình quay bắt đầu vào tháng 1 năm 2017 và kết thúc vào tháng tiếp theo. Tiêu đề của bộ phim sau đó được đổi thành The Party Just Beginning. Phim được đề cử cho Phim truyện hay nhất tại Giải thưởng Viện hàn lâm Anh quốc Scotland. 
Năm 2017, Gillan trở lại vai diễn Nebula trong Guardians of the Galaxy Vol. 2, lần này trở thành một thành viên của nhóm cùng tên của bộ phim, và đồng đóng vai chính trong The Circle, cùng với Emma Watson, Tom Hanks và John Boyega. Bộ phim thứ hai, ra mắt vào tháng 4, do James Ponsoldt đạo diễn và viết kịch bản, dựa trên tiểu thuyết của Dave Eggers. Cũng trong năm đó, Gillan đóng vai nữ chính, Ruby Roundhouse, trong Jumanji: Welcome to the Jungle, phần thứ ba của loạt phim Jumanji, đóng cùng Dwayne Johnson, Kevin Hart, Jack Black và Nick Jonas. Cô đóng lại vai diễn Nebula trong Avengers: Infinity War (2018) và Avengers: Endgame (2019), được quay liên tục. Quá trình quay cho hai bộ phim bắt đầu vào tháng 1 năm 2017 tại Pinewood Atlanta Studios ở Fayette County, Georgia và kết thúc vào tháng 1 năm 2018. 
Năm 2019, ngoài vai chính trong Avengers: Endgame, cô còn đóng vai chính trong các bộ phim Stuber and Spies in Disguise , và đóng vai chính trong All Creatures Here Below. Cũng trong năm 2019, cô đóng lại vai Ruby Roundhouse trong Jumanji: The Next Level và xuất hiện trong một bộ phim ngắn có tựa đề, Neurotica. Năm 2020, cô xuất hiện trong bộ phim điện ảnh phiêu lưu The Call of the Wild, dựa trên tiểu thuyết của Jack London. Năm 2021, Gillan đóng vai chính trong bộ phim hành động Gunpowder Milkshake cùng với Lena Headey, Angela Bassett, Carla Gugino, Dương Tử Quỳnh và Paul Giamatti. Tiếp theo, cô sẽ đóng vai chính trong bộ phim kinh dị khoa học viễn tưởng Dual cùng với Aaron Paul và Jesse Eisenberg, được quay hoàn toàn tại Tampere, Phần Lan. Gillan cũng đã lồng tiếng quảng cáo cho eHarmony và Ngân hàng Hoàng gia Scotland. Cô cũng xuất hiện trên TV trong video âm nhạc "Happy Idiot" của Radio, phát hành vào ngày 3 tháng 10 năm 2014.

## Từ thiện

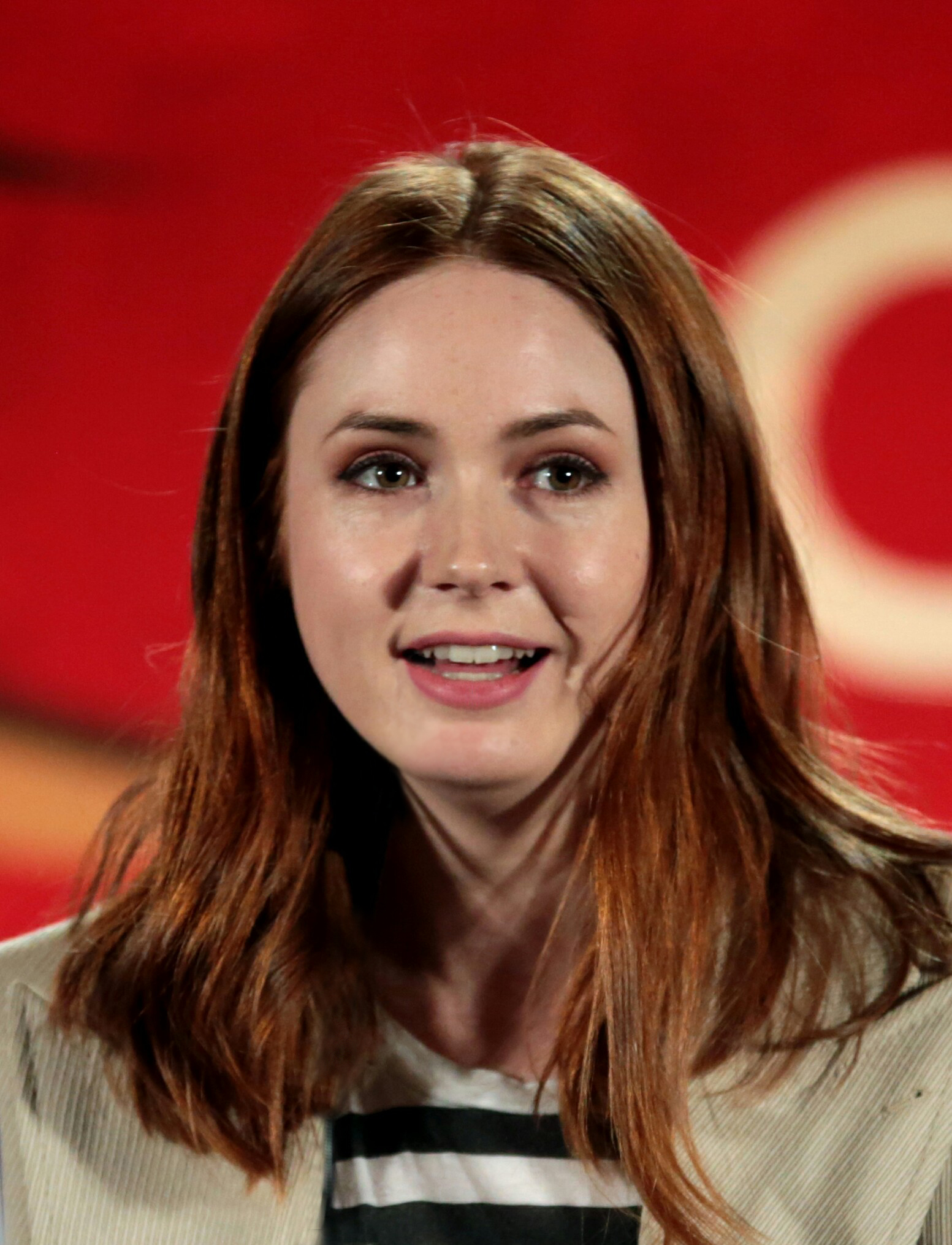
Gillan năm 2017.

Năm 2011, Gillan đã giúp quảng bá cho Mục tiêu Thời trang Ung thư vú (FTBC) và khai trương Squirrel Ward tại Bệnh viện Great Ormond Street ở London. 
Vào năm 2018, cô đã đến thăm trung tâm hỗ trợ khủng hoảng Mikeysline ở Inverness sau khi giới thiệu bộ phim The Party Just Beginning của mình. Phim kể về tỷ lệ tự tử cao ở Cao nguyên Scotland, và Gillan đã tuyên bố ủng hộ tổ chức từ thiện sức khỏe tâm thần. Vào tháng 9 năm 2020, Inverness Courier báo cáo rằng một sinh viên từ Inverness đã được chọn trong một cuộc thi lấy cảm hứng từ The Party Just Beginning để tham dự Tuần lễ thời trang New York, được tổ chức bởi Mikeysline và Tuần lễ thời trang trực tuyến, trong một cuộc thi nhằm nâng cao nhận thức cho Ngày Thế giới Phòng chống Tự tử.

## Danh sách phim

### Điện ảnh
| Năm  | Tên                            | Vai               | Ghi chú                       |
| ---- | ------------------------------ | ----------------- | ----------------------------- |
| 2010 | Outcast                        | Ally              |                               |
| 2013 | Not Another Happy Ending       | Jane Lockhart     |                               |
| 2013 | Oculus                         | Kaylie Russell    |                               |
| 2014 | Guardians of the Galaxy        | Nebula            |                               |
| 2014 | Bound for Greatness            | Maeve MacDonough  | Phim ngắn                     |
| 2015 | Warning Labels                 | Mindy             | Phim ngắn                     |
| 2015 | Coward                         |                   | Phim ngắn                     |
| 2015 | Fun Size Horror: Volume Two    | Rachel Milligan   |                               |
| 2015 | The Big Short                  | Evie              |                               |
| 2016 | In a Valley of Violence        | Ellen             |                               |
| 2017 | Guardians of the Galaxy Vol. 2 | Nebula            |                               |
| 2017 | The Circle                     | Annie Allerton    |                               |
| 2017 | Jumanji: Welcome to the Jungle |                   |                               |
| 2018 | The Party's Just Beginning     | Liusaidh          | Đạo diễn, biên kịch           |
| 2018 | Alex & the List                | Lily              |                               |
| 2018 | Avengers: Infinity War         | Nebula            |                               |
| 2019 | Avengers: Endgame              | Nebula            |                               |
| 2019 | All Creatures Here Below       | Ruby              |                               |
| 2019 | Stuber                         | Sara Morris       |                               |
| 2019 | Jumanji: The Next Level        | Ruby              |                               |
| 2019 | Spies in Disguise              | Eyes (lồng tiếng) |                               |
| 2019 | The Hoarding                   | Hope              | Phim ngắn Đạo diễn, biên kịch |
| 2019 | Neurotica                      | Chloe             | Phim ngắn                     |
| 2020 | The Call of the Wild           | Mercedes          |                               |
| 2021 | Gunpowder Milkshake            | Sam               |                               |
| 2022 | Dual                           | Sarah             | Hậu kỳ                        |
| 2022 | Thor: Love and Thunder         | Nebula            | Hậu kỳ                        |
| 2023 | Guardians of the Galaxy Vol. 3 | Nebula            | Đang làm phim                 |
| TBA  | The Bubble                     |                   | Hậu kỳ                        |

### Truyền hình
| Năm       | Tiêu đề                                     | Vai                    | Ghi chú                                                                      |
| --------- | ------------------------------------------- | ---------------------- | ---------------------------------------------------------------------------- |
| 2006      | Rebus                                       | Teri Cotter            | Tập: "A Question of Blood"                                                   |
| 2008      | Doctor Who                                  | Soothsayer             | Tập: "The Fires of Pompeii"                                                  |
| 2008      | Stacked                                     | Ginny Turner           | Phim truyền hình                                                             |
| 2008      | Harley Street                               | Holly                  | Tập #1.1                                                                     |
| 2008      | Coming Up                                   | Anna                   | Tập: "Thinspiration"                                                         |
| 2008–2009 | The Kevin Bishop Show                       | Nhiều vai diễn         | 12 tập                                                                       |
| 2009      | The Well                                    | Coll                   | 4 tập                                                                        |
| 2010–2013 | Doctor Who                                  | Amy Pond               | Dàn diễn viên chính; series 5-7; 34 tập                                      |
| 2012      | We'll Take Manhattan                        | Jean Shrimpton         | Phim truyền hình                                                             |
| 2012      | In Love With...                             | Laura                  | Tập: "In Love with Coward"                                                   |
| 2013      | NTSF:SD:SUV::                               | Daisy                  | Dàn diễn viên chính                                                          |
| 2014      | A Touch of Cloth                            | Kerry Newblood         | 2 tập                                                                        |
| 2014      | Selfie                                      | Eliza Dooley           | Vai chính                                                                    |
| 2015      | Comedy Bang! Bang!                          | Chính mình             | Tập: "Karen Gillan Wears a Black and White Striped Pullover and Coral Skirt" |
| 2015      | 7 Days in Hell                              | Lily Allsworth         | Phim truyền hình                                                             |
| 2015      | Robot Chicken                               | Nhiều vai (lồng tiếng) | Tập: "Zero Vegetables"                                                       |
| 2016      | Emo Dad                                     | Jessica (lồng tiếng)   | 5 tập                                                                        |
| 2019      | Neurotica                                   | Chloe                  | Tập: "Eureka!"                                                               |
| 2020      | Cake                                        | Chính mình             | 1 tập; phân đoạn: "Auditions: The Sex Scene (Part 2)"                        |
| 2021      | Calls                                       | Sara (lồng tiếng)      | Tập 1: The End                                                               |
| 2021      | What If...?                                 | Nebula (lồng tiếng)    | Vai lồng tiếng khách mời; 2 tập                                              |
| 2022      | The Guardians of the Galaxy Holiday Special | Nebula                 | Đang phát triển                                                              |

### Phim ngắn
| Năm  | Phim                        | Vai diễn         | Ghi chú                                     |
| ---- | --------------------------- | ---------------- | ------------------------------------------- |
| 2014 | Bound for Greatness         | Maeve MacDonough |                                             |
| 2015 | Warning Labels              | Mindy            |                                             |
| 2015 | Coward                      | N/A              | Director, writer, and executive producer    |
| 2015 | Fun Size Horror: Volume Two | Rachel Milligan  | Segment: "Conventional" Director and writer |
| 2019 | The Hoarding                | Hope             | Director and writer                         |

### Video âm nhạc
| Năm  | Tiêu đề       | Nghệ sỹ         |
| ---- | ------------- | --------------- |
| 2014 | "Happy Idiot" | TV on the Radio |

### Trò chơi điện tử
| Year      | Title                           | Role     | Notes      |
| --------- | ------------------------------- | -------- | ---------- |
| 2010–2011 | Doctor Who: The Adventure Games | Amy Pond | Series 1–2 |
| 2010      | Doctor Who: Evacuation Earth    | Amy Pond |            |
| 2010      | Doctor Who: Return to Earth     | Amy Pond |            |

### Sách nói
| Năm  | Tiêu đề           | Nhà xuất bản | Ghi chú |
| ---- | ----------------- | ------------ | ------- |
| 2018 | The Secret Garden | Apple, Inc.  |         |

## Sân khấu
| Năm  | Tiêu đề               | Vai diễn | Địa điểm         |
| ---- | --------------------- | -------- | ---------------- |
| 2011 | Inadmissible Evidence | Shirley  | Donmar Warehouse |
| 2013 | Time to Act           | Karen    | Broadway         |

## Giải thưởng và đề cử
| Year | Association                                      | Category | Work | Result        | Ref. |
| ---- | ------------------------------------------------ | --- | --- | ------------- | ---- |
| 2010 | Constellation Awards                             | Best Female Performance | Doctor Who\| style="background: #FDD; color: black; vertical-align: middle; text-align: center; " class="no table-no2"\|Đề cử                         | [ 14 ]        |      |
| 2010 | TV Quick Awards                                  | Best Actress\|style="background: #FDD; color: black; vertical-align: middle; text-align: center; " class="no table-no2"\|Đề cử                            | Doctor Who\| style="background: #FDD; color: black; vertical-align: middle; text-align: center; " class="no table-no2"\|Đề cử                         | [ 15 ]        |      |
| 2010 | Cosmopolitan's Ultimate Women of the Year Awards | style="background: #99FF99; color: black; vertical-align: middle; text-align: center; " class="yes table-yes2"\|Đoạt giải                                 | Doctor Who\| style="background: #FDD; color: black; vertical-align: middle; text-align: center; " class="no table-no2"\|Đề cử                         | [ 16 ]        |      |
| 2010 | Young Scot Awards                                | style="background: #99FF99; color: black; vertical-align: middle; text-align: center; " class="yes table-yes2"\|Đoạt giải                                 | Doctor Who\| style="background: #FDD; color: black; vertical-align: middle; text-align: center; " class="no table-no2"\|Đề cử                         | [ 17 ] [ 18 ] |      |
| 2011 | SFX Awards                                       | style="background: #99FF99; color: black; vertical-align: middle; text-align: center; " class="yes table-yes2"\|Đoạt giải                                 | Doctor Who\| style="background: #FDD; color: black; vertical-align: middle; text-align: center; " class="no table-no2"\|Đề cử                         | [ 19 ]        |      |
| 2011 | TV Choice Awards                                 | Best Actress\|style="background: #99FF99; color: black; vertical-align: middle; text-align: center; " class="yes table-yes2"\|Đoạt giải                   | Doctor Who\| style="background: #FDD; color: black; vertical-align: middle; text-align: center; " class="no table-no2"\|Đề cử                         | [ 20 ]        |      |
| 2011 | Scream Awards                                    | Best Sci-Fi Actress\|style="background: #FDD; color: black; vertical-align: middle; text-align: center; " class="no table-no2"\|Đề cử                     | Doctor Who\| style="background: #FDD; color: black; vertical-align: middle; text-align: center; " class="no table-no2"\|Đề cử                         | [ 21 ]        |      |
| 2012 | National Television Awards                       | Best Drama Performance: Female\|style="background: #99FF99; color: black; vertical-align: middle; text-align: center; " class="yes table-yes2"\|Đoạt giải | Doctor Who\| style="background: #FDD; color: black; vertical-align: middle; text-align: center; " class="no table-no2"\|Đề cử                         | [ 22 ]        |      |
| 2012 | SFX Awards                                       | style="background: #FDD; color: black; vertical-align: middle; text-align: center; " class="no table-no2"\|Đề cử                                          | Doctor Who\| style="background: #FDD; color: black; vertical-align: middle; text-align: center; " class="no table-no2"\|Đề cử                         | [ 23 ]        |      |
| 2012 | Nickelodeon UK Kids' Choice Awards               | Favourite UK Actress | Chính mình\|style="background: #FDD; color: black; vertical-align: middle; text-align: center; " class="no table-no2"\|Đề cử                          | [ 24 ]        |      |
| 2012 | Scottish Fashion Awards                          | style="background: #99FF99; color: black; vertical-align: middle; text-align: center; " class="yes table-yes2"\|Đoạt giải                                 | Chính mình\|style="background: #FDD; color: black; vertical-align: middle; text-align: center; " class="no table-no2"\|Đề cử                          | [ 25 ]        |      |
| 2013 | National Television Awards                       | Best Drama Performance – Female | style="background: #FDD; color: black; vertical-align: middle; text-align: center; " class="no table-no2"\|Đề cử                                      | [ 26 ]        |      |
| 2014 | Fright Meter Awards                              | Best Actress | Oculus\|style="background: #FDD; color: black; vertical-align: middle; text-align: center; " class="no table-no2"\|Đề cử                              | [ 27 ]        |      |
| 2014 | Detroit Film Critics Society                     | Best Ensemble | Guardians of the Galaxy\|style="background: #99FF99; color: black; vertical-align: middle; text-align: center; " class="yes table-yes2"\|Đoạt giải    | [ 28 ]        |      |
| 2014 | Nevada Film Critics Society                      | style="background: #99FF99; color: black; vertical-align: middle; text-align: center; " class="yes table-yes2"\|Đoạt giải                                 | Guardians of the Galaxy\|style="background: #99FF99; color: black; vertical-align: middle; text-align: center; " class="yes table-yes2"\|Đoạt giải    | [ 29 ]        |      |
| 2014 | Phoenix Film Critics Society                     | style="background: #FDD; color: black; vertical-align: middle; text-align: center; " class="no table-no2"\|Đề cử                                          | Guardians of the Galaxy\|style="background: #99FF99; color: black; vertical-align: middle; text-align: center; " class="yes table-yes2"\|Đoạt giải    | [ 30 ]        |      |
| 2015 | Central Ohio Film Critics Association            | Guardians of the Galaxy | style="background: #FDD; color: black; vertical-align: middle; text-align: center; " class="no table-no2"\|Đề cử                                      | [ 31 ]        |      |
| 2015 | Empire Awards                                    | Best Female Newcomer | style="background: #99FF99; color: black; vertical-align: middle; text-align: center; " class="yes table-yes2"\|Đoạt giải                             | [ 32 ] [ 33 ] |      |
| 2015 | Fangoria Chainsaw Awards                         | Best Actress (long-list) | style="background: #FDD; color: black; vertical-align: middle; text-align: center; " class="no table-no2"\|Đề cử                                      | [ 34 ]        |      |
| 2015 | Hang Onto Your Shorts Film Festival              | Best Actress in a Short Film (Long) | Bound for Greatness\|style="background: #FDD; color: black; vertical-align: middle; text-align: center; " class="no table-no2"\|Đề cử                 | [ 35 ]        |      |
| 2015 | IFS Film Festival                                | style="background: #99FF99; color: black; vertical-align: middle; text-align: center; " class="yes table-yes2"\|Đoạt giải                                 | Bound for Greatness\|style="background: #FDD; color: black; vertical-align: middle; text-align: center; " class="no table-no2"\|Đề cử                 | [ 36 ]        |      |
| 2015 | IFS Film Festival                                | Best Independent Short | Coward\|style="background: #99FF99; color: black; vertical-align: middle; text-align: center; " class="yes table-yes2"\|Đoạt giải                     | [ 36 ]        |      |
| 2015 | Edinburgh International Film Festival            | style="background: #FDD; color: black; vertical-align: middle; text-align: center; " class="no table-no2"\|Đề cử                                          | Coward\|style="background: #99FF99; color: black; vertical-align: middle; text-align: center; " class="yes table-yes2"\|Đoạt giải                     | [ 37 ]        |      |
| 2015 | Rondo Hatton Classic Horror Awards               | Best Short Film | style="background: #FDD; color: black; vertical-align: middle; text-align: center; " class="no table-no2"\|Đề cử                                      | [ 38 ]        |      |
| 2016 | London IFF Film Festival                         | Best Lead Actress in a Short Film | Bound for Greatness\|style="background: #99FF99; color: black; vertical-align: middle; text-align: center; " class="yes table-yes2"\|Đoạt giải        | [ 39 ]        |      |
| 2016 | FirstGlance Film Festival                        | style="background: #99FF99; color: black; vertical-align: middle; text-align: center; " class="yes table-yes2"\|Đoạt giải                                 | Bound for Greatness\|style="background: #99FF99; color: black; vertical-align: middle; text-align: center; " class="yes table-yes2"\|Đoạt giải        | [ 40 ]        |      |
| 2017 | Maui Film Festival                               | Rising Star | style="background: #99FF99; color: black; vertical-align: middle; text-align: center; " class="yes table-yes2"\|Đoạt giải                             | [ 41 ]        |      |
| 2018 | Glasgow Film Festival                            | Audience Award | The Party's Just Beginning\|style="background: #FDD; color: black; vertical-align: middle; text-align: center; " class="no table-no2"\|Đề cử          | [ 42 ]        |      |
| 2018 | MTV Movie & TV Awards                            | Best On-Screen Team (with Dwayne Johnson, Kevin Hart, Jack Black and Nick Jonas)                                                                          | Jumanji: Welcome to the Jungle\|style="background: #FDD; color: black; vertical-align: middle; text-align: center; " class="no table-no2"\|Đề cử      | [ 43 ]        |      |
| 2018 | Teen Choice Awards                               | Choice Comedy Movie Actress\|style="background: #FDD; color: black; vertical-align: middle; text-align: center; " class="no table-no2"\|Đề cử             | Jumanji: Welcome to the Jungle\|style="background: #FDD; color: black; vertical-align: middle; text-align: center; " class="no table-no2"\|Đề cử      | [ 44 ]        |      |
| 2018 | DTLA Film Festival                               | Best Female Actor in a Leading Role | style="background: #99FF99; color: black; vertical-align: middle; text-align: center; " class="yes table-yes2"\|Đoạt giải                             | [ 45 ]        |      |
| 2018 | Philadelphia Film Festival                       | Artistic Achievement in Independent Film | The Party's Just Beginning\|style="background: #99FF99; color: black; vertical-align: middle; text-align: center; " class="yes table-yes2"\|Đoạt giải | [ 46 ]        |      |
| 2018 | British Academy Scotland Awards                  | style="background: #FDD; color: black; vertical-align: middle; text-align: center; " class="no table-no2"\|Đề cử                                          | The Party's Just Beginning\|style="background: #99FF99; color: black; vertical-align: middle; text-align: center; " class="yes table-yes2"\|Đoạt giải | [ 47 ]        |      |
| 2018 | British Independent Film Awards                  | style="background: #FDD; color: black; vertical-align: middle; text-align: center; " class="no table-no2"\|Đề cử                                          | The Party's Just Beginning\|style="background: #99FF99; color: black; vertical-align: middle; text-align: center; " class="yes table-yes2"\|Đoạt giải | [ 48 ]        |      |
| 2019 | Saturn Awards                                    | Best Supporting Actress | Avengers: Endgame\|style="background: #FDD; color: black; vertical-align: middle; text-align: center; " class="no table-no2"\|Đề cử                   | [ 49 ]        |      |